# Chicoreus cnissodus
Chicoreus cnissodus is een slakkensoort uit de familie van de Muricidae. De wetenschappelijke naam van de soort is voor het eerst geldig gepubliceerd in 1889 door Euthyme.